# Maud Coutereels
Maud Coutereels (Sambreville, 21 maggio 1986) è una calciatrice belga, difensore dello Standard Liegi e centrocampista della nazionale belga.

## Carriera

### Club
Maud Coutereels iniziò a giocare a calcio nello Standario FC Onoz, società calcistica di Sambreville, suo comune di origine. Nel 2001 si trasferì all'Etoille rouge de Belgrade, società militante nella Division 3, terza serie nazionale, e avente sede nella vicina Namur.
Nel 2003 passò allo Standard Liegi, società nella quale rimane per dodici stagioni consecutive. Con lo Standard fece il suo debutto in Division 1, la massima serie nazionale, e vinse il campionato belga in sette stagioni e la Coppa del Belgio in tre edizioni. Con lo Standard Liegi giocò in UEFA Women's Champions League per sei stagioni, mettendo a segno anche una doppietta nella vittoria per 10-0 sulle gallesi del Cardiff Metropolitan nel primo turno dell'edizione 2014-2015.
Nel 2016 si trasferì in Francia al Lilla, militante nella Division 2 francese, raggiungendo le connazionali Jana Coryn e Silke Demeyere, che avevano firmato col Lilla poche settimane prima. Trasferendosi al Lilla, lasciò il suo impiego nel corpo di polizia belga per diventare una calciatrice professionista. La prima stagione si concluse con la promozione in Division 1, alla quale Coutereels contribuì con sette reti nelle ventitré presenze in campionato. Nelle successive due stagioni in Division 1 Coutereels vestì la fascia di capitano della squadra, che ottenne un sesto posto all'esordio nella massima serie, seguito, però, dalla retrocessione nella stagione successiva, sebbene fosse stata raggiunta la finale della Coppa di Francia, persa dall'Olympique Lione.
Dopo tre stagioni al Lilla nell'estate 2019 tornò allo Standard Liegi. Il ritorno allo Standard durò per la sola stagione 2019-2020, che venne chiusa anzitempo a causa dello scoppio della pandemia di COVID-19. Nell'agosto 2020 Coutereels tornò al Lilla.

### Nazionale
Maud Coutereels ha fatto parte delle selezioni giovanili del Belgio, giocando due partite con la selezione Under-17 e diciotto con la selezione Under-19.
Coutereels fece il suo debutto nella nazionale del Belgio il 31 agosto 2005 nella partita persa dal Belgio contro la Finlandia e valida per le qualificazioni al campionato mondiale 2007. La selezionatrice della nazionale maggiore, Ann Noë, la impiegò per tutta la fase delle qualificazioni, rendendola un punto fermo della squadra. Negli anni successivi venne regolarmente convocata e schierata sia nelle amichevoli sia nelle partite di qualificazione ai campionati europei e mondiali, anche con l'avvento nel 2011 di Ives Serneels come nuovo selezionatore. Realizzò la sua prima rete in nazionale il 26 ottobre 2013 nella vittoria per 7-1 del Belgio in trasferta sulla Grecia, valida per le qualificazioni al campionato mondiale 2015. Nel corso delle qualificazioni mise a segno altre due reti, una contro l'Albania e l'altra nuovamente contro la Grecia nella partita vinta dal Belgio per 11-0.
Nel 2015 Coutereels venne inserita nella squadra che ha preso parte alla Cyprus Cup 2015, prima edizione disputata dal Belgio, giocando le tre partite della prima fase. Venne poi convocata per l'Algarve Cup 2016, prima edizione del torneo alla quale ha preso parte il Belgio, giocando tutte le partite del torneo e realizzando una delle reti che hanno permesso al Belgio di vincere la finale per il quinto posto contro la Russia. L'anno seguente venne inserita nella rosa della nazionale che partecipò alla Cyprus Cup 2017, giocando tre delle quattro partite disputate dal Belgio e realizzando una rete nella vittoria contro l'Italia.
Dopo aver preso parte alle amichevoli di preparazione, Coutereels venne poi selezionata da Serneels nella rosa della nazionale belga che partecipò per la prima volta alla fase finale del campionato europeo 2017, organizzato nei vicini Paesi Bassi. Coutereels scese in campo da titolare in tutte e tre le partite giocate dal Belgio, che venne eliminato al termine della fase a gironi. Negli anni successivi Coutereels partecipò alle edizioni 2018 e 2019 della Cyprus Cup e all'Algarve Cup 2020, condividendo con le compagne sia la mancata qualificazione al campionato mondiale 2019 sia la successiva qualificazione al campionato europeo 2022.

## Statistiche

### Presenze e reti nei club
Aggiornata al 24 aprile 2021.
| Stagione              | Squadra               | Campionato            | Campionato | Campionato | Coppe nazionali | Coppe nazionali | Coppe nazionali | Coppe internazionali | Coppe internazionali | Coppe internazionali | Altre coppe | Altre coppe | Altre coppe | Totale | Totale |
| Stagione              | Squadra               | Comp                  | Pres       | Reti       | Comp            | Pres            | Reti            | Comp                 | Pres                 | Reti                 | Comp        | Pres        | Reti        | Pres   | Reti   |
| --------------------- | --------------------- | --------------------- | ---------- | ---------- | --------------- | --------------- | --------------- | -------------------- | -------------------- | -------------------- | ----------- | ----------- | ----------- | ------ | ------ |
| 2009-2010             | Standard Liegi        | D1                    | ?          | ?          | CB              | ?               | ?               | UWCL                 | 2                    | 0                    | -           | -           | -           | 2+     | 0+     |
| 2010-2011             | Standard Liegi        | D1                    | ?          | ?          | CB              | ?               | ?               | -                    | -                    | -                    | -           | -           | -           | ?      | ?      |
| 2011-2012             | Standard Liegi        | D1                    | ?          | ?          | CB              | ?               | ?               | UWCL                 | 2                    | 0                    | -           | -           | -           | 2+     | 0+     |
| 2012-2013             | Standard Liegi        | BeNe                  | 25         | 10         | CB              | ?               | ?               | UWCL                 | 2                    | 1                    | -           | -           | -           | 27+    | 11+    |
| 2013-2014             | Standard Liegi        | BeNe                  | 27         | 12         | CB              | ?               | ?               | UWCL                 | 2                    | 0                    | -           | -           | -           | 29+    | 12+    |
| 2014-2015             | Standard Liegi        | BeNe                  | 24         | 7          | CB              | ?               | ?               | UWCL                 | 3                    | 2                    | -           | -           | -           | 27+    | 9+     |
| 2015-2016             | Standard Liegi        | SL                    | ?          | ?          | CB              | ?               | ?               | UWCL                 | 2                    | 0                    | -           | -           | -           | 2+     | 0+     |
| 2016-2017             | Lilla                 | D2                    | 23         | 7          | CF              | 1               | 0               | -                    | -                    | -                    | -           | -           | -           | 24     | 7      |
| 2017-2018             | Lilla                 | D1                    | 21         | 1          | CF              | 0               | 0               | -                    | -                    | -                    | -           | -           | -           | 22     | 7      |
| 2018-2019             | Lilla                 | D1                    | 21         | 0          | CF              | 5               | 0               | -                    | -                    | -                    | -           | -           | -           | 1      | 0      |
| 2019-2020             | Standard Liegi        | SL                    | ?          | ?          | CB              | ?               | ?               | -                    | -                    | -                    | -           | -           | -           | ?      | ?      |
| 2020-2021             | Lilla                 | D2                    | 3          | 0          | CB              | 0               | 0               | -                    | -                    | -                    | -           | -           | -           | 3      | 0      |
| Totale Lilla          | Totale Lilla          | Totale Lilla          | 68         | 8          |                 | 6               | 0               |                      | -                    | -                    |             | -           | -           | 74     | 8      |
| 2021-2022             | Standard Liegi        | SL                    | ?          | ?          | CB              | ?               | ?               | -                    | -                    | -                    | -           | -           | -           | ?      | ?      |
| 2022-2023             | Standard Liegi        | SL                    | ?          | ?          | CB              | ?               | ?               | -                    | -                    | -                    | -           | -           | -           | ?      | ?      |
| 2023-2024             | Standard Liegi        | SL                    | ?          | ?          | CB              | ?               | ?               | -                    | -                    | -                    | -           | -           | -           | ?      | ?      |
| 2024-2025             | Standard Liegi        | SL                    | ?          | ?          | CB              | ?               | ?               | -                    | -                    | -                    | -           | -           | -           | ?      | ?      |
| Totale Standard Liegi | Totale Standard Liegi | Totale Standard Liegi | 76+        | 29+        |                 | ?               | ?               |                      | 13                   | 3                    |             | -           | -           | 89+    | 32+    |
| Totale carriera       | Totale carriera       | Totale carriera       | 144+       | 37+        |                 | 6+              | 0+              |                      | 13                   | 3                    |             | -           | -           | 163+   | 40+    |

### Cronologia presenze e reti in nazionale
| Cronologia completa delle presenze e delle reti in nazionale ― Belgio | Cronologia completa delle presenze e delle reti in nazionale ― Belgio | Cronologia completa delle presenze e delle reti in nazionale ― Belgio | Cronologia completa delle presenze e delle reti in nazionale ― Belgio | Cronologia completa delle presenze e delle reti in nazionale ― Belgio | Cronologia completa delle presenze e delle reti in nazionale ― Belgio | Cronologia completa delle presenze e delle reti in nazionale ― Belgio | Cronologia completa delle presenze e delle reti in nazionale ― Belgio |
| Data                                                                  | Città                                                                 | In casa                                                               | Risultato                                                             | Ospiti                                                                | Competizione                                                          | Reti                                                                  | Note                                                                  |
| --------------------------------------------------------------------- | --------------------------------------------------------------------- | --------------------------------------------------------------------- | --------------------------------------------------------------------- | --------------------------------------------------------------------- | --------------------------------------------------------------------- | --------------------------------------------------------------------- | --------------------------------------------------------------------- |
| 31-8-2005                                                             | Strombeek-Bever                                                       | Belgio                                                                | 0 – 3                                                                 | Finlandia                                                             | Qual. Mondiali 2007                                                   | -                                                                     |                                                                       |
| 25-9-2005                                                             | Farum                                                                 | Danimarca                                                             | 3 – 0                                                                 | Belgio                                                                | Qual. Mondiali 2007                                                   | -                                                                     |                                                                       |
| 30-10-2005                                                            | Lovanio                                                               | Belgio                                                                | 2 – 3                                                                 | Polonia                                                               | Qual. Mondiali 2007                                                   | -                                                                     |                                                                       |
| 5-11-2005                                                             | Madrid                                                                | Spagna                                                                | 3 – 2                                                                 | Belgio                                                                | Qual. Mondiali 2007                                                   | -                                                                     | 30’                                                                   |
| 26-3-2006                                                             | Ath                                                                   | Belgio                                                                | 0 – 2                                                                 | Danimarca                                                             | Qual. Mondiali 2007                                                   | -                                                                     |                                                                       |
| 22-4-2006                                                             | Bruxelles                                                             | Belgio                                                                | 2 – 4                                                                 | Spagna                                                                | Qual. Mondiali 2007                                                   | -                                                                     |                                                                       |
| 23-9-2006                                                             | Kutno                                                                 | Polonia                                                               | 4 – 2                                                                 | Belgio                                                                | Qual. Mondiali 2007                                                   | -                                                                     | 89’                                                                   |
| 4-11-2006                                                             | Cartaxo                                                               | Portogallo                                                            | 1 – 4                                                                 | Belgio                                                                | Amichevole                                                            | -                                                                     |                                                                       |
| 22-11-2006                                                            | Boulogne-sur-Mer                                                      | Francia                                                               | 6 – 0                                                                 | Belgio                                                                | Amichevole                                                            | -                                                                     | 83’                                                                   |
| 5-5-2007                                                              | Bulle                                                                 | Svizzera                                                              | 1 – 0                                                                 | Belgio                                                                | Qual. Euro 2009                                                       | -                                                                     |                                                                       |
| 28-10-2007                                                            | Lubecca                                                               | Germania                                                              | 3 – 0                                                                 | Belgio                                                                | Qual. Euro 2009                                                       | -                                                                     | 83’                                                                   |
| 7-5-2008                                                              | Eupen                                                                 | Belgio                                                                | 0 – 5                                                                 | Germania                                                              | Qual. Euro 2009                                                       | -                                                                     |                                                                       |
| 27-9-2008                                                             | Volendam                                                              | Paesi Bassi                                                           | 3 – 0                                                                 | Belgio                                                                | Qual. Euro 2009                                                       | -                                                                     |                                                                       |
| 27-3-2009                                                             | Lovanio                                                               | Belgio                                                                | 1 – 2                                                                 | Romania                                                               | Amichevole                                                            | -                                                                     |                                                                       |
| 29-3-2009                                                             | [[ ]]                                                                 | Belgio                                                                | 0 – 0                                                                 | Romania                                                               | Amichevole                                                            | -                                                                     |                                                                       |
| 20-9-2009                                                             | Haverfordwest                                                         | Galles                                                                | 0 – 1                                                                 | Belgio                                                                | Qual. Mondiali 2011                                                   | -                                                                     | 70’                                                                   |
| 23-9-2009                                                             | Göteborg                                                              | Svezia                                                                | 2 – 1                                                                 | Belgio                                                                | Qual. Mondiali 2011                                                   | -                                                                     |                                                                       |
| 28-10-2009                                                            | Lovanio                                                               | Belgio                                                                | 1 – 4                                                                 | Svezia                                                                | Qual. Mondiali 2011                                                   | -                                                                     | 23’                                                                   |
| 28-3-2010                                                             | Bruxelles                                                             | Belgio                                                                | 2 – 3                                                                 | Galles                                                                | Qual. Mondiali 2011                                                   | -                                                                     | 41’, 73’                                                              |
| 19-6-2010                                                             | Tubize                                                                | Belgio                                                                | 11 – 0                                                                | Azerbaigian                                                           | Qual. Mondiali 2011                                                   | -                                                                     |                                                                       |
| 24-5-2011                                                             | [[ ]]                                                                 | Belgio                                                                | 1 – 0                                                                 | Corea del Nord                                                        | Amichevole                                                            | -                                                                     | cap.                                                                  |
| 15-6-2011                                                             | Nieuwpoort                                                            | Belgio                                                                | 1 – 2                                                                 | Francia                                                               | Amichevole                                                            | -                                                                     | 51’, 90’                                                              |
| 18-6-2011                                                             | Calais                                                                | Francia                                                               | 7 – 0                                                                 | Belgio                                                                | Amichevole                                                            | -                                                                     |                                                                       |
| 20-8-2011                                                             | Bruxelles                                                             | Belgio                                                                | 1 – 0                                                                 | Russia                                                                | Amichevole                                                            | -                                                                     | 65’                                                                   |
| 23-8-2011                                                             | Falkirk                                                               | Scozia                                                                | 1 – 0                                                                 | Belgio                                                                | Amichevole                                                            | -                                                                     |                                                                       |
| 17-9-2011                                                             | Dessel                                                                | Belgio                                                                | 2 – 1                                                                 | Ungheria                                                              | Qual. Euro 2013                                                       | -                                                                     |                                                                       |
| 26-10-2011                                                            | Dessel                                                                | Belgio                                                                | 0 – 1                                                                 | Norvegia                                                              | Qual. Euro 2013                                                       | -                                                                     | Cap.                                                                  |
| 19-11-2011                                                            | Dessel                                                                | Belgio                                                                | 5 – 0                                                                 | Bulgaria                                                              | Qual. Euro 2013                                                       | -                                                                     |                                                                       |
| 23-11-2011                                                            | Loveč                                                                 | Bulgaria                                                              | 0 – 1                                                                 | Belgio                                                                | Qual. Euro 2013                                                       | -                                                                     | 90’                                                                   |
| 2-6-2012                                                              | Apeldoorn                                                             | Belgio                                                                | 1 – 2                                                                 | Corea del Nord                                                        | Amichevole                                                            | -                                                                     | 65’                                                                   |
| 9-6-2012                                                              | Koksijde                                                              | Belgio                                                                | 2 – 2                                                                 | Corea del Nord                                                        | Amichevole                                                            | -                                                                     | 65’                                                                   |
| 20-6-2012                                                             | Szombathely                                                           | Ungheria                                                              | 1 – 3                                                                 | Belgio                                                                | Qual. Euro 2013                                                       | -                                                                     | Cap.                                                                  |
| 15-9-2012                                                             | Oslo                                                                  | Norvegia                                                              | 3 – 2                                                                 | Belgio                                                                | Qual. Euro 2013                                                       | -                                                                     |                                                                       |
| 19-9-2012                                                             | Belfast                                                               | Irlanda del Nord                                                      | 0 – 2                                                                 | Belgio                                                                | Qual. Euro 2013                                                       | -                                                                     | Cap.                                                                  |
| 26-10-2013                                                            | Livadia                                                               | Grecia                                                                | 1 – 7                                                                 | Belgio                                                                | Qual. Mondiali 2015                                                   | 1                                                                     |                                                                       |
| 31-10-2013                                                            | Anversa                                                               | Belgio                                                                | 4 – 1                                                                 | Portogallo                                                            | Qual. Mondiali 2015                                                   | -                                                                     |                                                                       |
| 8-2-2014                                                              | [[ ]]                                                                 | Belgio                                                                | 1 – 0                                                                 | Polonia                                                               | Amichevole                                                            | -                                                                     | 64’                                                                   |
| 12-2-2014                                                             | Zwolle                                                                | Paesi Bassi                                                           | 1 – 1                                                                 | Belgio                                                                | Qual. Mondiali 2015                                                   | -                                                                     |                                                                       |
| 5-4-2014                                                              | Durazzo                                                               | Albania                                                               | 0 – 6                                                                 | Belgio                                                                | Qual. Mondiali 2015                                                   | 1                                                                     |                                                                       |
| 10-4-2014                                                             | Lovanio                                                               | Belgio                                                                | 1 – 2                                                                 | Norvegia                                                              | Qual. Mondiali 2015                                                   | -                                                                     |                                                                       |
| 7-5-2014                                                              | Lovanio                                                               | Belgio                                                                | 0 – 2                                                                 | Paesi Bassi                                                           | Qual. Mondiali 2015                                                   | -                                                                     |                                                                       |
| 13-9-2014                                                             | Lovanio                                                               | Belgio                                                                | 11 – 0                                                                | Grecia                                                                | Qual. Mondiali 2015                                                   | 1                                                                     |                                                                       |
| 17-9-2014                                                             | Abrantes                                                              | Portogallo                                                            | 0 – 1                                                                 | Belgio                                                                | Qual. Mondiali 2015                                                   | -                                                                     | 90’                                                                   |
| 4-3-2015                                                              | Paralimni                                                             | Rep. Ceca                                                             | 2 – 2                                                                 | Belgio                                                                | Cyprus Cup 2015                                                       | -                                                                     |                                                                       |
| 6-3-2015                                                              | Paralimni                                                             | Belgio                                                                | 0 – 1                                                                 | Sudafrica                                                             | Cyprus Cup 2015                                                       | -                                                                     | 46’                                                                   |
| 9-3-2015                                                              | Paralimni                                                             | Messico                                                               | 0 – 0                                                                 | Belgio                                                                | Cyprus Cup 2015                                                       | -                                                                     |                                                                       |
| 23-5-2015                                                             | Sint-Truiden                                                          | Belgio                                                                | 3 – 2                                                                 | Norvegia                                                              | Amichevole                                                            | -                                                                     |                                                                       |
| 16-9-2015                                                             | Tubize                                                                | Belgio                                                                | 5 – 0                                                                 | Polonia                                                               | Amichevole                                                            | -                                                                     | 65’                                                                   |
| 22-9-2015                                                             | Lovanio                                                               | Belgio                                                                | 6 – 0                                                                 | Bosnia ed Erzegovina                                                  | Qual. Euro 2017                                                       | 1                                                                     |                                                                       |
| 30-11-2015                                                            | Lovanio                                                               | Belgio                                                                | 1 – 1                                                                 | Serbia                                                                | Qual. Euro 2017                                                       | -                                                                     |                                                                       |
| 2-3-2016                                                              | Lagos                                                                 | Islanda                                                               | 2 – 1                                                                 | Belgio                                                                | Algarve Cup 2016                                                      | -                                                                     | 46’                                                                   |
| 4-3-2016                                                              | Vila Real de Santo António                                            | Canada                                                                | 1 – 0                                                                 | Belgio                                                                | Algarve Cup 2016                                                      | -                                                                     |                                                                       |
| 7-3-2016                                                              | Albufeira                                                             | Danimarca                                                             | 1 – 2                                                                 | Belgio                                                                | Algarve Cup 2016                                                      | -                                                                     |                                                                       |
| 9-3-2016                                                              | Vila Real de Santo António                                            | Belgio                                                                | 5 – 0                                                                 | Russia                                                                | Algarve Cup 2016 - Finale 5º posto                                    | 1                                                                     | 80’                                                                   |
| 8-4-2016                                                              | Rotherham                                                             | Inghilterra                                                           | 1 – 1                                                                 | Belgio                                                                | Qual. Euro 2017                                                       | -                                                                     | 90’                                                                   |
| 12-4-2016                                                             | Lovanio                                                               | Belgio                                                                | 6 – 0                                                                 | Estonia                                                               | Qual. Euro 2017                                                       | 1                                                                     |                                                                       |
| 20-10-2016                                                            | Tubize                                                                | Belgio                                                                | 3 – 0                                                                 | Russia                                                                | Amichevole                                                            | -                                                                     | 73’                                                                   |
| 23-10-2016                                                            | Tubize                                                                | Belgio                                                                | 3 – 1                                                                 | Russia                                                                | Amichevole                                                            | 1                                                                     |                                                                       |
| 24-11-2016                                                            | Lovanio                                                               | Belgio                                                                | 3 – 2                                                                 | Paesi Bassi                                                           | Amichevole                                                            | -                                                                     | 70’                                                                   |
| 28-11-2016                                                            | Tubize                                                                | Belgio                                                                | 1 – 3                                                                 | Danimarca                                                             | Amichevole                                                            | -                                                                     |                                                                       |
| 19-1-2017                                                             | Clairefontaine-en-Yvelines                                            | Francia                                                               | 1 – 2                                                                 | Belgio                                                                | Amichevole                                                            | -                                                                     | squadre B                                                             |
| 1-3-2017                                                              | Larnaca                                                               | Belgio                                                                | 2 – 2                                                                 | Svizzera                                                              | Cyprus Cup 2017                                                       | -                                                                     |                                                                       |
| 3-3-2017                                                              | Larnaca                                                               | Italia                                                                | 1 – 4                                                                 | Belgio                                                                | Cyprus Cup 2017                                                       | 1                                                                     |                                                                       |
| 8-3-2017                                                              | Larnaca                                                               | Belgio                                                                | 1 – 1 (3 - 2 dtr)                                                     | Austria                                                               | Cyprus Cup 2017 - Finale 7º posto                                     | -                                                                     |                                                                       |
| 8-4-2017                                                              | Eupen                                                                 | Belgio                                                                | 1 – 4                                                                 | Spagna                                                                | Amichevole                                                            | -                                                                     | 72’                                                                   |
| 11-4-2017                                                             | Lovanio                                                               | Belgio                                                                | 5 – 0                                                                 | Scozia                                                                | Amichevole                                                            | 1                                                                     |                                                                       |
| 30-6-2017                                                             | Murcia                                                                | Spagna                                                                | 7 – 0                                                                 | Belgio                                                                | Amichevole                                                            | -                                                                     |                                                                       |
| 7-7-2017                                                              | Montpellier                                                           | Francia                                                               | 2 – 0                                                                 | Belgio                                                                | Amichevole                                                            | -                                                                     | 57’                                                                   |
| 11-7-2017                                                             | Denderleeuw                                                           | Belgio                                                                | 2 – 0                                                                 | Russia                                                                | Amichevole                                                            | -                                                                     | 64’                                                                   |
| 16-7-2017                                                             | Doetinchem                                                            | Danimarca                                                             | 1 – 0                                                                 | Belgio                                                                | Euro 2017 - Fase a gironi                                             | -                                                                     |                                                                       |
| 20-7-2017                                                             | Breda                                                                 | Norvegia                                                              | 0 – 2                                                                 | Belgio                                                                | Euro 2017 - Fase a gironi                                             | -                                                                     |                                                                       |
| 24-7-2017                                                             | Tilburg                                                               | Belgio                                                                | 1 – 2                                                                 | Paesi Bassi                                                           | Euro 2017 - Fase a gironi                                             | -                                                                     | 46’                                                                   |
| 20-10-2017                                                            | Lovanio                                                               | Belgio                                                                | 3 – 2                                                                 | Romania                                                               | Qual. Mondiali 2019                                                   | -                                                                     | 74’                                                                   |
| 24-10-2017                                                            | Penafiel                                                              | Portogallo                                                            | 0 – 1                                                                 | Belgio                                                                | Qual. Mondiali 2019                                                   | -                                                                     | 90’                                                                   |
| 28-2-2018                                                             | Larnaca                                                               | Belgio                                                                | 1 – 2                                                                 | Rep. Ceca                                                             | Cyprus Cup 2018                                                       | -                                                                     | 45’                                                                   |
| 2-3-2018                                                              | Larnaca                                                               | Spagna                                                                | 0 – 0                                                                 | Belgio                                                                | Cyprus Cup 2018                                                       | -                                                                     |                                                                       |
| 5-3-2018                                                              | Larnaca                                                               | Belgio                                                                | 2 – 0                                                                 | Austria                                                               | Cyprus Cup 2018                                                       | -                                                                     |                                                                       |
| 10-4-2018                                                             | Ferrara                                                               | Italia                                                                | 2 – 1                                                                 | Belgio                                                                | Qual. Mondiali 2019                                                   | -                                                                     |                                                                       |
| 10-6-2018                                                             | Chișinău                                                              | Moldavia                                                              | 0 – 7                                                                 | Belgio                                                                | Qual. Mondiali 2019                                                   | -                                                                     | 75’                                                                   |
| 4-9-2018                                                              | Lovanio                                                               | Belgio                                                                | 2 – 1                                                                 | Italia                                                                | Qual. Mondiali 2019                                                   | -                                                                     | 75’                                                                   |
| 9-10-2018                                                             | Bienne                                                                | Svizzera                                                              | 1 – 1                                                                 | Belgio                                                                | Qual. Mondiali 2019 - Play-off                                        | -                                                                     | 46’                                                                   |
| 20-1-2019                                                             | San Pedro del Pinatar                                                 | Belgio                                                                | 1 – 0                                                                 | Irlanda                                                               | Amichevole                                                            | -                                                                     | 76’                                                                   |
| 27-2-2019                                                             | Larnaca                                                               | Belgio                                                                | 3 – 0                                                                 | Slovacchia                                                            | Cyprus Cup 2019                                                       | -                                                                     | 81’                                                                   |
| 1-3-2019                                                              | Larnaca                                                               | Austria                                                               | 0 – 0                                                                 | Belgio                                                                | Cyprus Cup 2019                                                       | -                                                                     |                                                                       |
| 4-3-2019                                                              | Larnaca                                                               | Nigeria                                                               | 0 – 1                                                                 | Belgio                                                                | Cyprus Cup 2019                                                       | -                                                                     |                                                                       |
| 6-3-2019                                                              | Larnaca                                                               | Austria                                                               | 0 – 0 (2 - 3 dtr)                                                     | Belgio                                                                | Cyprus Cup 2019 - Finale 3º posto                                     | -                                                                     | 89’                                                                   |
| 8-4-2019                                                              | Los Angeles                                                           | Stati Uniti                                                           | 6 – 0                                                                 | Belgio                                                                | Amichevole                                                            | -                                                                     | 59’ 90’                                                               |
| 24-5-2019                                                             | Pylos-Nestoras                                                        | Grecia                                                                | 1 – 2                                                                 | Belgio                                                                | Amichevole                                                            | -                                                                     | 60’                                                                   |
| 1-6-2019                                                              | Lovanio                                                               | Belgio                                                                | 6 – 1                                                                 | Thailandia                                                            | Amichevole                                                            | -                                                                     | 75’                                                                   |
| 7-3-2020                                                              | Parchal                                                               | Belgio                                                                | 1 – 0                                                                 | Portogallo                                                            | Algarve Cup 2020 - Seconda fase                                       | -                                                                     | 78’                                                                   |
| Totale                                                                |                                                                       | Presenze                                                              | 90                                                                    |                                                                       | Reti                                                                  | 9                                                                     |                                                                       |

## Palmarès
- Coppa del Belgio: 3

Standard Liegi: 2005-2006, 2011-2012, 2013-2014
- Campionato belga: 7

Standard Liegi: 2008-2009, 2010-2011, 2011-2012, 2012-2013, 2013-2014, 2014-2015, 2015-2016
- Supercoppa del Belgio femminile: 3

Standard Liegi: 2009, 2011, 2012
- BeNe Super Cup: 2

Standard Liegi: 2011, 2012
- BeNe League: 1

Standard Liegi: 2014-2015
- Campionato francese di seconda divisione: 1

Lilla: 2016-2017